# Josh Naylor
Joshua-Douglas James Naylor (Mississauga, 22 giugno 1997) è un giocatore di baseball canadese, esterno per i Cleveland Guardians della Major League Baseball.

## Carriera

### Inizi e Minor League (MiLB)
Nato a Mississauga, nella provincia dell'Ontario in Canada; Naylor frequentò la St. Joan of Arc Catholic Secondary School nella sua città natale. Venne selezionato nel primo turno, come 12ª scelta assoluta del draft MLB 2015 dai Miami Marlins. Firmò con la franchigia il 25 giugno, poco dopo essersi diplomato, ricevendo un bonus alla firma di 2.25 milioni di dollari. Venne assegnato nello stesso anno nella classe Rookie.
Il 29 luglio 2016, i Marlins scambiarono Naylor, Carter Capps, Luis Castillo e Jarred Cosart con i San Diego Padres per Andrew Cashner, Tayron Guerrero, Colin Rea e una somma in denaro. Durante la stagione 2016 giocò nella classe A e in meno occasioni nella classe A-avanzata.
Nel 2017 militò nella classe A-avanzata e a luglio venne promosso nella Doppia-A, categoria quest'ultima in cui trascorse anche l'intera stagione 2018. Iniziò la stagione 2019 nella Tripla-A.

### Major League (MLB)
Naylor debuttò nella MLB il 24 maggio 2019, al Rogers Centre di Toronto contro i Toronto Blue Jays. Schierato come battitore designato, partecipò a quattro turni di battuta, venendo eliminato due volte per strikeout. Il 25 maggio sempre contro i Blue Jays, giocò la sua prima partita da giocatore di posizione (come esterno destro) e nel suo primo turno di battuta della partita, colpì la sua prima valida, un doppio, ottenendo anche il primo RBI. Chiuse la partita con tre valide e due punti battuti a casa realizzati. Il 1º giugno contro i Marlins batté il suo primo fuoricampo, un home run da due punti, nel suo primo turno di battuta. Concluse la stagione con 94 partite disputate nella MLB e 54 nella Tripla-A.
Il 31 agosto 2020, i Padres scambiarono Naylor, Austin Hedges, Cal Quantrill e i giocatori di minor league Gabriel Arias, Joey Cantillo e Owen Miller con i Cleveland Indians per Greg Allen, Mike Clevinger e un giocatore da nominare in seguito. Al termine della stagione regolare, giocò per la prima volta nel post-stagione, realizzando nella sua prima partita, disputata contro gli Yankees durante le Wild Card Series, in quest'ordine: un doppio, un fuoricampo, un singolo e un doppio, segnando due punti per la squadra.
Il 27 giugno 2021 contro i Twins, Naylor in un tentativo di presa al volo si scontro con il compagno di squadra  Ernie Clement abbandonando la partita. Il 28 giugno venne inserito nella lista degli infortunati dopo aver subìto la frattura della caviglia destra.

## Nazionale
Naylor venne convocato e partecipò con la Nazionale di baseball del Canada al World Baseball Classic 2017.